# Peter Rosegger
Peter Rosegger egentlig Roßegger (født 31. juli 1843 i Alpl, Steiermark, død 26. Juni 1918 i Krieglach) var en østrigsk forfatter.
Han skrev bl.a. under pseudonymerne Petri Kettenfeier og Hans Malser. Hans egentlige navn Roßegger ændrede han til Rosegger.